# Гарольд в Италии (балет)
«Гаро́льд в Ита́лии» (англ. Harold in Italy; фр. Harold en Italie) — одноактный балет в 4-х частях в постановке Л. Ф. Мясина на музыку одноимённой симфонии (op. 16; H 68) Г. Берлиоза. Либретто композитора и балетмейстера, сценография Б. Лямотта. Впервые представлен труппой Русский балет Монте-Карло под руководством Сержа Дэнема 14 октября 1954 года в Опере, Бостон.

## История создания
В ноябре 1942 года Мясин покинул труппу Русский балет Монте-Карло Дэнема. Балетмейстер вернулся в труппу лишь однажды для постановки балета «Гарольд в Италии» по приглашению Дэнема. После ухода Баланчина в 1946 году в жизни коллектива наступила полоса не лучших времён. При отсутствии художественного руководителя не было создано ни одной значительной постановки. Росла слава конкурентов, Балле Тиэтра и Нью-Йорк Сити Балле, вытеснявших Русский балет Монте-Карло, который перестал выступать в Нью-Йорке и стал гастролировать по провинциальным городам. В то время Мясин большую часть времени проводил в Европе.
«Гарольд в Италии» стал вторым и последним балетом Мясина на музыку Берлиоза, который создал своё сочинение на основе поэмы Байрона «Паломничество Чайлд-Гарольда». Также как и в случае с балетом «Фантастическая симфония» балетмейстер в точности повторил строение музыкального сочинения композитора. О новом замысле автор писал: «Идея эта захватила меня очень сильно, так как давала возможность продолжить исследования симфонического стиля в балете». Лесли Нортон (Leslie Norton) причисляет данное сочинение к симфоническим балетам. Исследователь отметил, что декорации Бернара Ламотта были наиболее слабой оформительской работой среди всех симфонических балетов Мясина. Согласно Нортону, «Гарольд в Италии» стал последним симфоническим балетом Мясина. Балетовед привёл слова Фредерика Фраклина: «Для него [Мясина] это было печально — вернуться и не достичь успеха».

## Части

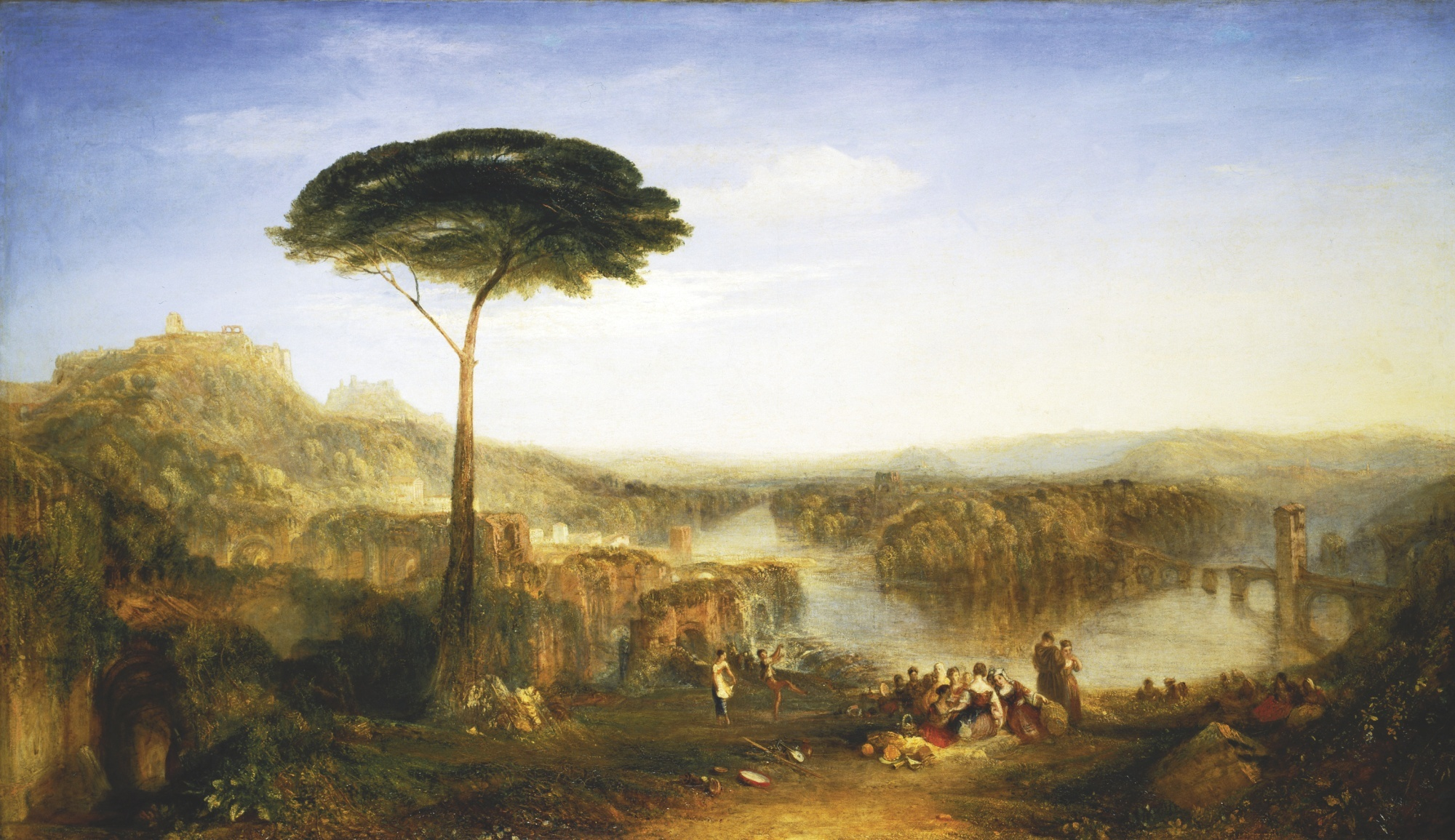
Уильям Тёрнер. «Паломничество Чайльд-Гарольда», 1823.

Структура балета точно следует партитуре симфонии и состоит из 4-х частей длительностью около 40 минут: 
1. Гарольд в горах. Сцены меланхолии, счастья и радости (фр. Harold aux montagnes. Scènes de mélancolie, de bonheur, et de joie)
2. Шествие паломников, поющих вечернюю молитву (фр. Marche des pèlerins chantant la prière du soir)
3. Серенада (фр. Sérénade d’un montagnard des Abruzzes à sa maîtresse)
4. Оргия разбойников. Воспоминания о предыдущих сценах (фр. Orgie de brigands. Souvenirs des scènes précédentes)

## Премьера
- 1954, 14 октября — «Гарольд в Италии», балет Л. Ф. Мясина на музыку Г. Берлиоза, художник Б. Лямотт. Русский балет Монте-Карло под руководством Сержа Дэнема. Опера, Бостон[1][2][3][5][6][7].

В мемуарах Мясин писал, что исполнитель заглавной роли Леон Даниэлян довольно точно передавал замысел хореографа. Несмотря на позитивные отзывы критиков, постановка удовлетворяла  вкус не каждого балетомана. Балет продержался только в одном сезоне выступлений труппы Дэнема и вышел из репертуара — переживавшая не лучшие свои времена труппа не могла позволить расходы по транспортировке пяти задников только для одного балета. Возобновлений не было.
По данным В. А. Вязовкиной, в 1954 году Мясин также ставил балет силами труппы Балле Тиэтр. По мнению балетоведа, автор прибегнул к самоцитированию: «Здесь хореограф (как и поздний Фокин в „Паганини“) эксплуатировал свои прежние находки. И „Гарольд в Италии“ оказался лишь шлейфом восемнадцатилетней давности, воспоминанием о „Фантастической симфонии“ 1936 года». Е. Я. Суриц, исследовательница творчества Мясина, отозвалась о балете, как далеко не лучшей работе балетмейстера.
Некоторые источники датируют премьеру 1951 годом.